# 高橋茂
高橋 茂（たかはし しげる、1921年4月1日 - 2005年11月22日）は、日本の工学者。東京工科大学名誉教授。工学博士。

## 人物
慶應義塾大学工学部電気工学科卒業。1944年6月、慶應義塾大学卒業前に運輸通信省電気試験所第5部に入所する。
1953年に「電気絶縁材料の誘電特性とその測定法の研究」において、慶應義塾大学第一号となる工学博士の学位を授与された。
その後トランジスタ計算機の開発に着手し、ETL Mark IIIを完成させた。ETL Mark IIIは、日本では2番目、トランジスタ式計算機としては日本初の電子式コンピュータである。
さらに次いで、接合型トランジスタの採用で安定性を増し、多くの計算機メーカーが製品化のベースとしたETL Mark Ⅳを完成させるなど、国産電子計算機の発展に大きな貢献をした。

## 略歴
- 1944年 慶應義塾大学工学部電気工学科卒業、運輸通信省電気試験所第5部入所
- 1953年 慶應義塾大学工学博士学位授与(同大第一号)
- 1954年 通商産業省工業技術院電気試験所電子部
- 1956年 日本初のトランジスタ式計算機 ETL Mark III完成
- 1957年 ETL Mark Ⅳ完成
- 1959年 英和翻訳専用機やまと完成、国際計数センタ (ICC) フェローシップによる海外出張、同年帰国
- 1962年 日立製作所へ移籍
- 1967年 情報処理学会理事・常任理事(～1968年)
- 1970年 情報処理学会理事・常任理事(～1971年)
- 1979年 情報処理学会副会長(1980年)
- 1980年 筑波大学教授
- 1981年 歴史特別委員会委員長
- 1986年 東京工科大学教授、副学長
- 1988年 情報処理学会情報規格調査会会長、情報処理学会功績賞
- 1990年 情報処理学会名誉会員
- 1994年 情報処理学会情報規格調査会顧問
- 1996年 東京工科大学学長
- 1999年 学校法人片柳学園理事
- 東京工科大学名誉教授
- 2005年11月22日逝去

## 関連人物
- 和田弘[1]
- 西野博仁
- 相磯秀夫
- 松崎磯一
- 山下英男

## 注
1. ↑  https://museum.ipsj.or.jp/pioneer/h-wada.html